# Steinbergstraße 28 (Gernrode)

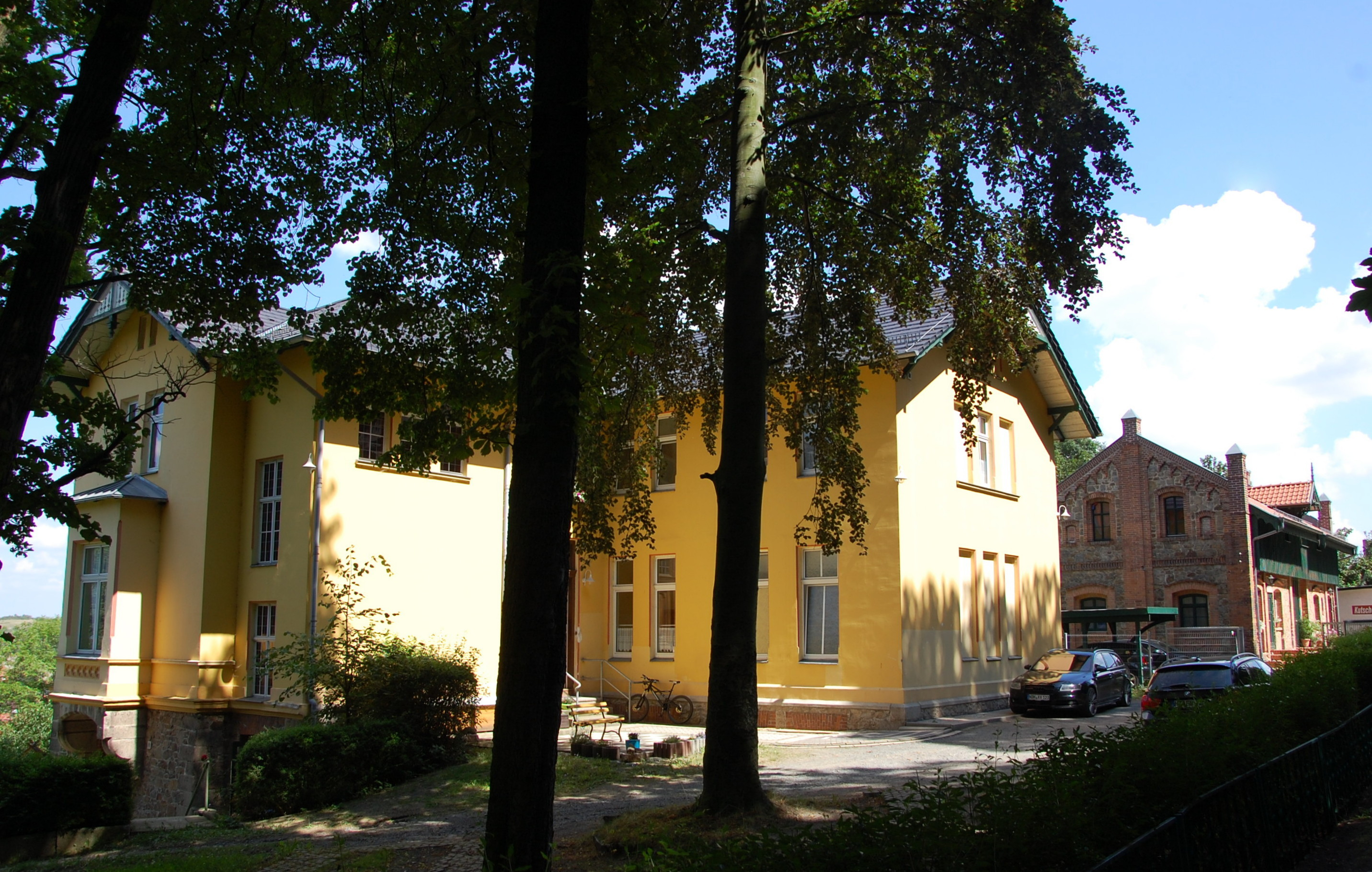
Haus Steinbergstraße 28

Das Haus Steinbergstraße 28 ist ein denkmalgeschütztes Gebäude in dem zur Stadt Quedlinburg in Sachsen-Anhalt gehörenden Ortsteil Stadt Gernrode.

## Lage
Er befindet sich westlich der Gernröder Altstadt auf der Nordseite der Steinbergstraße an deren Westende in einer Hanglage und ist im örtlichen Denkmalverzeichnis als Villa eingetragen.

## Architektur und Geschichte
Die Villa wurde im Stil des Spätklassizismus errichtet. Die Fassade ist nur schlicht gegliedert. Der am Gebäude befindliche Erker verfügt über eine mit Maßwerk versehene Brüstung.
Auf der Ostseite des Grundstücks besteht ein mit Gewänden aus Bruchsteinen versehenes Nebengebäude. Die Gewände sind von einer aus Backsteinen gebildeten, aufwendig gestalteten Fassadengliederung umgeben. Die Grundstückseinfriedung ist zum Teil noch bauzeitlich aus Bruchsteinen errichtet. Auch das parkartig gestaltete Gartengelände geht in seiner Gestaltung auf die ursprüngliche Ausführung der Anlage zurück.